# 王凯 (配音员)
王凯（1979年3月14日—），昵称凯叔、光头王凯，北京人，中国大陆配音演员、主持人，凯叔讲故事创始人，前中国中央电视台主持人。

## 生平
王凯2001年毕业于中国传媒大学播音主持艺术学院播音系。曾任中央电视台财经频道《财富故事会》《第一时间》主持人，2013年从中央电视台辞职。2014年，创办北京凯声文化传媒有限责任公司及“凯叔讲故事”品牌。
2018年担任声临其境第一季主持人。2019年担任声临其境第二季主持人。